# Португалија на Светском првенству у атлетици на отвореном 2023.
Португалија је на 19. Светском првенству у атлетици на отвореном 2023. одржаном у Будимпешти од 19. до 27. августа учествовала деветнаести пут, односно учествовала је на свим првенствима до данас. Репрезентацију Португалије представљало је 28 такмичара (11 мушкарца и 17 жена) који су се такмичили у 22 дисциплине (9 мушких и 13 женских).,
На овом првенству такмичари Португалије нису освојили ниједну медаљу нити су остварили неки резултат. У табели успешности према броју и пласману такмичара који су учествовали у финалним такмичењима (првих 8 такмичара) Португалија је са 2 учесника у финалу делила 54. место са 6 бодова.
| Плас. | Земља       | 1. место | 2. место | 3. место | 4. место | 5. место | 6. место | 7. место | 8. место | Бр. финал. | Бод. |
| ----- | ----------- | -------- | -------- | -------- | -------- | -------- | -------- | -------- | -------- | ---------- | ---- |
| =54.  | Португалија | 0        | 0        | 0        | 1        | 0        | 0        | 0        | 1        | 2          | 6    |

## Учесници
| Мушкарци: - Жоао Коељо — 400 м - Исак Надер — 1.500 м - Омар Елкхатиб — 4х400 м (м+ж) - Рикардо дос Сантос — 4х400 м (м+ж) - Жоао Вијеира — ходање 20 км, ходање 35 км - Педро Буаро — Скок мотком - Тијаго Переира — Троскок - Педро Пичардо — Троскок - Франсиско Бело — Бацање кугле - Цанко Арнаудов — Бацање кугле - Леандро Рамос — Бацање копља | Жене: - Лорен Доркас Базоло — 100 м, 200 м - Ариалис Гандула — 100 м - Катиа Азеведо — 400 м, 4х400 м (м+ж) - Патрисија Силва — 800 м - Саломе Афонсо — 1.500 м - Марта Пен Фреитас — 1.500 м - Маријана Мачадо — 5.000 м - Solange Jesus — Маратон - Fatoumata Binta Diallo — 400 м препоне, 4х400 м (м+ж) - Ана Кабесиња — ходање 20 км - Виториа Оливеира — ходање 20 км - Инес Енрикес — ходање 35 км - Ориол Донгмо — Бацање кугле - Жесика Иншуде — Бацање кугле - Елијана Бандеира — Бацање кугле - Лилиана Ца — Бацање диска - Ирина Родригес — Бацање диска |  |

## Резултати

### Мушкарци
| Атлетичар      | Дисциплина   | Лични рекорд | Квалификације     | Квалификације     | Полуфинале            | Полуфинале           | Финале               | Финале       | Детаљи |
| Атлетичар      | Дисциплина   | Лични рекорд | Резултат          | Место             | Резултат              | Место                | Резултат             | Место        | Детаљи |
| -------------- | ------------ | ------------ | ----------------- | ----------------- | --------------------- | -------------------- | -------------------- | ------------ | ------ |
| Жоао Коељо     | 400 м        | 44,79        | 54,38             | 6. у гр. 3        | Није се квалификовао  | Није се квалификовао | Није се квалификовао | 28 / 41 (45) |        |
| Исак Надер     | 1.500 м      | 3:31,49      | 3:34,36 КВ        | 5. у гр. 1        | 3:35,31 КВ            | 5. у гр. 2           | 3:35,41              | 12 / 58      |        |
| Жоао Вијеира   | 20 км ходање | 1:20:09      |                   |                   |                       |                      | 1:23:37              | 33 / 47 (50) |        |
| Жоао Вијеира   | 35 км ходање | 2:33:23 НР   | Није завршио трку | Није завршио трку |                       |                      |                      |              |        |
| Тијаго Переира | Троскок      | 17,11        | 16,77 кв, ЛРС     | 6. у гр. Б        |                       |                      | 16,26                | 11 / 31 (37) |        |
| Педро Пичардо  | Троскок      | 18,08        | Није стартовао    | Није стартовао    | Није се квалификовао  | Није се квалификовао |                      |              |        |
| Франсиско Бело | Бацање кугле | 21,28        | 19,24             | 16. у гр. А       | Нису се квалификовали | 27 / 35 (37)         |                      |              |        |
| Цанко Арнаудов | Бацање кугле | 21,56 НР     | 19,17             | 13. у гр. Б       | Нису се квалификовали | 30 / 35 (37)         |                      |              |        |
| Леандро Рамос  | Бацање копља | 84,78        | 74,03             | 15. у гр. А       | Нису се квалификовали | 31 / 34 (37)         |                      |              |        |

### Жене
| Атлетичарка            | Дисциплина    | Лични рекорд | Квалификације      | Квалификације      | Полуфинале            | Полуфинале            | Финале                | Финале       | Детаљи |
| Атлетичарка            | Дисциплина    | Лични рекорд | Резултат           | Место              | Резултат              | Место                 | Резултат              | Место        | Детаљи |
| ---------------------- | ------------- | ------------ | ------------------ | ------------------ | --------------------- | --------------------- | --------------------- | ------------ | ------ |
| Лорен Доркас Базоло    | 100 м         | 11,10 НР     | 11,29(.282)        | 4. у гр. 7         | Нису се квалификовале | Нису се квалификовале | Нису се квалификовале | 26 / 54 (56) |        |
| Ариалис Гандула        | 100 м         | 11,17        | 11,47              | 7. у гр. 6         | Нису се квалификовале | Нису се квалификовале | Нису се квалификовале | 40 / 54 (56) |        |
| Лорен Доркас Базоло    | 200 м         | 22,64 НР     | 23,13              | 7. у гр. 2         | Нису се квалификовале | Нису се квалификовале | Нису се квалификовале | 26 / 44 (45) |        |
| Катиа Азеведо          | 400 м         | 50,59 НР     | 51,93              | 4. у гр. 3         | Нису се квалификовале | Нису се квалификовале | Нису се квалификовале | 32 / 48      |        |
| Патрисија Силва        | 800 м         | 2:00,07      | 2:05,54            | 8. у гр. 5         | Нису се квалификовале | Нису се квалификовале | Нису се квалификовале | 54 / 56      |        |
| Саломе Афонсо          | 1.500 м       | 4:06,04      | 4:06,55            | 11. у гр. 2        | Нису се квалификовале | Нису се квалификовале | Нису се квалификовале | 37 / 55 (56) |        |
| Марта Пен Фреитас      | 1.500 м       | 4:03,79      | 4:07,74            | 10. у гр. 4        | Нису се квалификовале | Нису се квалификовале | Нису се квалификовале | 42 / 55 (56) |        |
| Маријана Мачадо        | 5.000 м       | 15:15,56     | 15:28,97           | 14. у гр. 2        |                       |                       | Није се квалификовала | 29 / 38 (40) |        |
| Solange Jesus          | Маратон       | 2:28:15      |                    |                    |                       |                       | 2:45:08               | 60 / 65 (78) |        |
| Fatoumata Binta Diallo | 400 м препоне | 55,57        | 56,03              | 7. у гр. 4         | Није се квалификовала | Није се квалификовала | Није се квалификовала | 26 / 41      |        |
| Ана Кабесиња           | 20 км ходање  | 1:27:46 НР   |                    |                    |                       |                       | 1:28:49 ЛРС           | 9 / 40 (48)  |        |
| Виториа Оливеира       | 20 км ходање  | 1:34:11      | 1:33:04 ЛР         | 23 / 40 (48)       |                       |                       |                       |              |        |
| Инес Енрикез           | 35 км ходање  | 2:45:51 НР   | Није завршила трку | Није завршила трку |                       |                       |                       |              |        |
| Ориол Донгмо           | Бацање кугле  | 20,43        | 19,59 КВ           | 1. у гр. Б         |                       |                       | 19,69                 | 4 / 34 (35)  |        |
| Жесика Иншуде          | Бацање кугле  | 18,67        | 18,16              | 8. у гр. А         | Нису се квалификовале | 16 / 34 (35)          |                       |              |        |
| Елијана Бандеира       | Бацање кугле  | 18,49        | 17,79              | 11. у гр. Б        | Нису се квалификовале | 21 / 34 (35)          |                       |              |        |
| Лилиана Ца             | Бацање диска  | 66,40 НР     | 63,34 кв           | 5. у гр. А         | 63,59                 | 8 / 37                |                       |              |        |
| Ирина Родригес         | Бацање диска  | 63,96        | 57,08              | 13. у гр. Б        | Није се квалификовала | 26 / 37               |                       |              |        |

### Мешовито
| Атлетичари                                                                            | Дисциплина | Лични рекорд | Квалификације | Квалификације | Полуфинале | Полуфинале | Финале                | Финале       | Детаљи |
| Атлетичари                                                                            | Дисциплина | Лични рекорд | Резултат      | Место         | Резултат   | Место      | Резултат              | Место        | Детаљи |
| ------------------------------------------------------------------------------------- | ---------- | ------------ | ------------- | ------------- | ---------- | ---------- | --------------------- | ------------ | ------ |
| Омар Елкхатиб (м) Катиа Азеведо (ж) Рикардо дос Сантос (м) Fatoumata Binta Diallo (ж) | 4 х 400 м  | 3:14,06 НР   | 3:15,75       | 8. у гр. 1    |            |            | Нису се квалификовали | 16 / 16 (17) |        |